# Selery zwyczajne
Selery zwyczajne, seler zwyczajny (Apium graveolens L.) – gatunek rośliny z rodziny selerowatych.

## Rozmieszczenie geograficzne
W stanie dzikim rośnie w południowej i środkowej Europie, w Azji Zachodniej i Środkowej, na Kaukazie, w północnej Afryce. Gatunek rozprzestrzeniony został na wszystkie kontynenty w strefach umiarkowanych obu półkul. W Polsce rośnie tylko w uprawie, ale naturalne stanowiska miał blisko polskich granic na wyspie Uznam. 

## Morfologia

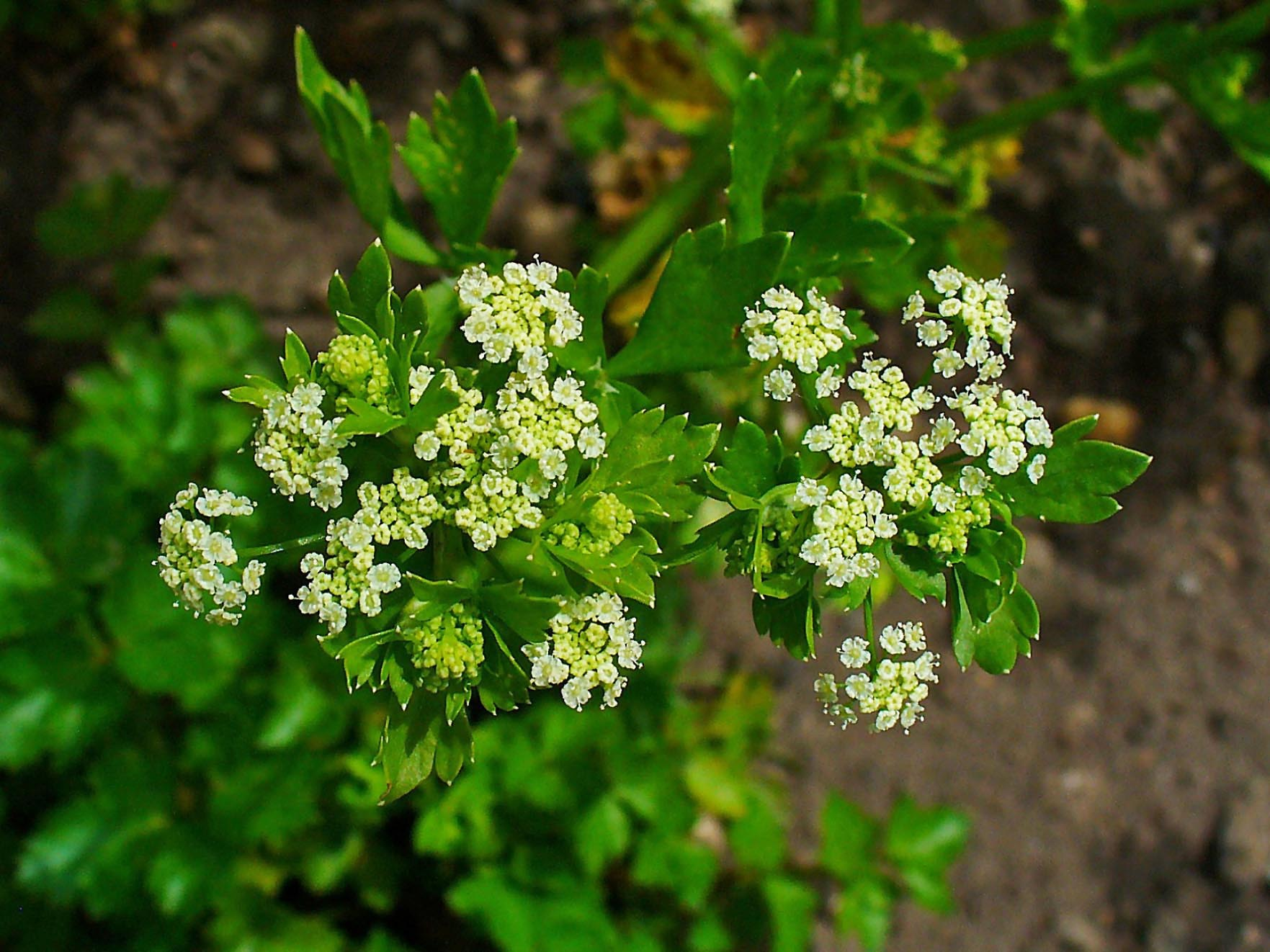
Kwiaty selerów zwyczajnych

PokrójNaga roślina zielna o charakterystycznym zapachu. Łodyga wzniesiona, osiąga do 1 m wysokości. Jest kanciasta, zwykle pusta w środku i silnie rozgałęziona.
KorzeńU roślin dziko rosnących wrzecionowaty, rozgałęziający się i drewniejący, u odmian uprawnych mięsisty.
LiścieNagie, błyszczące i ciemnozielone. Dolne długoogonkowe, górne z pochwiastymi nasadami. Blaszki dolnych liści początkowo trójdzielne, na później rozwijających się liściach pierzastodzielne. Odcinki liści okrągławe, trójwrębne lub trójdzielne o łatkach kształtu rombowatego, wcinanych. Liście górne trójlistkowe lub trójłatkowe, o odcinkach klinowatych u nasady, trójdzielnych lub trójwrębnych, z łatkami lancetowatymi i całobrzegimi.
KwiatyDrobne, zebrane w baldaszki, a te w liczbie 6–14 w baldachy złożone. Baldachy są niewielkie, szypułki są krótkie. Brak pokryw i pokrywek. Kwiaty osiągają 0,5 mm długości. Płatki korony są białe, żółtawo- lub zielonawobiałe.
OwoceRozłupki z boku spłaszczone, osiągające do 2 mm średnicy.

## Biologia i ekologia
Roślina dwuletnia (w uprawie zwykle jednoroczna). Kwitnie od czerwca do września. Siedlisko: halofit rosnący na nadmorskich łąkach i terenach podmokłych, a także solniskach w głębi lądu. Liczba chromosomów 2n= 22.

## Zmienność
Odmiany botaniczne:

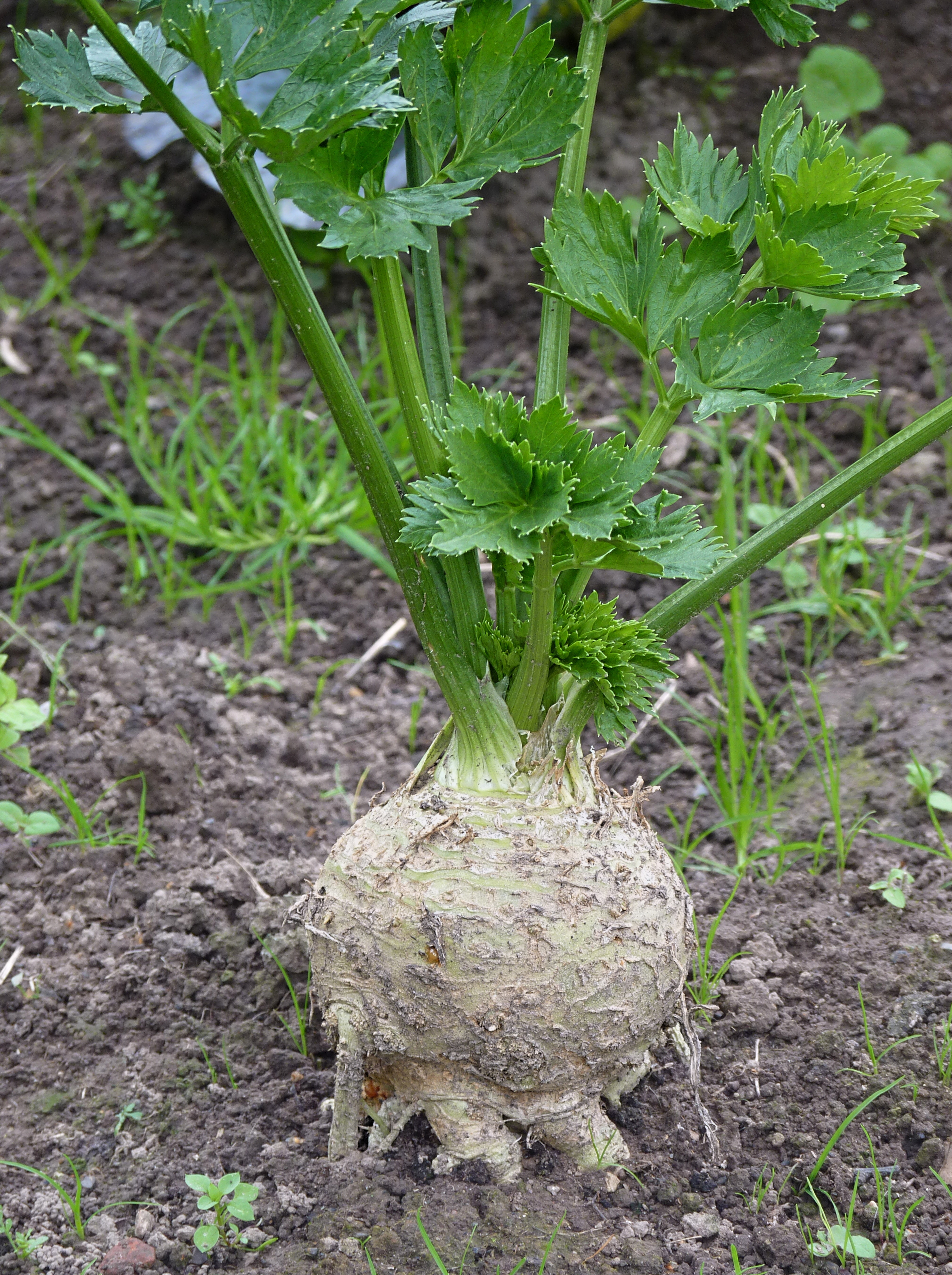
Odmiana korzeniowa selerów zwyczajnych

- seler typowy (Apium graveolens L. var. graveolens) – odmiana dziko rosnąca
- seler korzeniowy (Apium graveolens L. var. rapaceum (Mill.) Gaudin) – tylko w uprawie
- seler naciowy (Apium graveolens L. var. dulce (Mill.) Pers.) – w uprawie, czasami dziczejący
- seler liściasty (Apium graveolens L. var. secalinum (Alef.) Mansf.) – tylko w uprawie

## Zastosowanie
- Sztuka kulinarna – korzeń i liście są wykorzystywane jako warzywo i przyprawa. Uprawiany jest od ponad 2000 lat[9].